# Prästsjön, Småland
Prästsjön är en sjö i Vimmerby kommun i Småland och ingår i Marströmmens huvudavrinningsområde. Sjön har en area på 0,215 kvadratkilometer och ligger 84 meter över havet.

## Delavrinningsområde
Prästsjön ingår i det delavrinningsområde (637909-152184) som SMHI kallar för Mynnar i Gallsjön. Medelhöjden är 99 meter över havet och ytan är 8,68 kvadratkilometer. Det finns inga avrinningsområden uppströms utan avrinningsområdet är högsta punkten. Vattendraget som avvattnar avrinningsområdet har biflödesordning 2, vilket innebär att vattnet flödar genom totalt 2 vattendrag innan det når havet efter 40 kilometer. Avrinningsområdet består mestadels av skog (75 procent) och jordbruk (13 procent). Avrinningsområdet har 0,48 kvadratkilometer vattenytor vilket ger det en sjöprocent på 5,6 procent.